# Klaus Zimmermann (Zoologe)
Klaus Zimmermann (* 7. Juli 1894 in Berlin; † 5. Februar 1967 in Ellenberg) war ein deutscher Zoologe. Sein Forschungsschwerpunkt waren Kleinsäuger und die Säugetiere Kretas.

## Leben und Wirken
Nach dem Bestehen seines Abiturs im Jahr 1913 begann Zimmermann auf Wunsch seiner Eltern eine Holzkaufmannlehre, da er später die Firma seiner Familie übernehmen sollte. Diese Ausbildung unterbrach er während des Ersten Weltkriegs. Da er eher an Zoologie interessiert war, brach er 1926 die Ausbildung ab und widmete sich einem Zoologiestudium, das ihn über Berlin an die Universität Rostock führte. 1929 wurde er dort mit einer Dissertation über „die Systematik und geographische Variabilität der palaearktischen Polistes (Hymenoptera: Vespidae)“ zum Dr. phil. promoviert. Anschließend war er Mitarbeiter von Nikolai Wladimirowitsch Timofejew-Ressowski am Kaiser-Wilhelm-Institut für Hirnforschung in Berlin-Buch. Sein Hauptforschungsbereich waren genetische Probleme bei Insekten und Populationsanalysen bei Kleinsäugern. 1939 wurde er in die Wehrmacht eingezogen. 1942 wirkte er bei einer von der Wehrmacht organisierten Sammelexpedition auf Kreta mit, von der er viele Proben und lebende Exemplare von Kleinsäugern mitbrachte. Bei Kriegsende war er Führer einer Hunde-Ersatzstaffel bei München. Er kehrte nach Berlin zurück, wo er Mitarbeiter in der Tierversuchsabteilung der Anstalt für Vitaminforschung und -prüfung in Potsdam-Rehbrücke wurde. Hier untersuchte er unter anderem die Vitaminsynthese im Blinddarm von Kaninchen und anderen kleinen Nagetieren. 1951 übernahm er die Leitung der Säugetierabteilung des Zoologischen Museums der Humboldt-Universität Berlin. 1956 und 1964 unternahm er Sammelexpeditionen nach China. 1964 ging Zimmermann in den Ruhestand.
Zimmermann verfasste mehrere Artikel über die Säugetierfauna Kretas, darunter Die Rodentia Kretas, Bemerkungen über die Wildziege Kretas, Das Gesamtbild der Säugerfauna Kretas und Die Carnivora von Kreta, die 1953 in der Zeitschrift für Säugetierkunde veröffentlicht wurden.
Des Weiteren publizierte er auch zu seinen Reisen nach China. So befinden sich dort zahlreiche Angaben zum Campbell-Zwerghamster.
Zimmermann war Mitglied der Gesellschaft Naturforschender Freunde zu Berlin und der Deutschen Gesellschaft für Säugetierkunde. Daneben war er Ehrenmitglied der American Society of Mammalogists.
1953 beschrieb Zimmermann die kretische Population des Siebenschläfers als neue Unterart Glis glis argenteus. Diese gilt jedoch heute, wie alle anderen geographischen Variationen, als Synonym für die Nominatform Glis glis. Zudem beschäftigte er sich 1952 mit der Kreta-Wildkatze (Felis sylvestris cretensis), die ein Jahr später von Theodor Haltenorth wissenschaftlich beschrieben wurde.

## Dedikationsnamen
1953 benannte Otto Wettstein die Kretaspitzmaus (Crocidura zimmermanni) zu Ehren von Klaus Zimmermann.

## Werke (Auswahl)
- 1959: Taschenbuch unserer wildlebenden Säugetiere (mit Lieselotte Finke-Poser, Michael Lissmann und Gerhard Richter)